# Konrad Golniewicz
Konrad Eugeniusz Jan Golniewicz (ur. 3 października 1878 w Bydgoszczy, zm. 1 sierpnia 1944 w Skarżysku-Kamiennej) – major piechoty Wojska Polskiego.

## Życiorys
Urodził się w rodzinie Wacława, urzędnika kolejowego, i Emilii z domu Pryll.
15 lipca 1920 został zatwierdzony z dniem 1 kwietnia 1920 w stopniu majora, w piechocie, w grupie oficerów byłej armii niemieckiej, a jego oddziałem macierzystym był wówczas 67 pułk piechoty. Od 27 września do 2 października 1920 pełnił obowiązki dowódcy 59 pułku piechoty Wielkopolskiej . 1 czerwca 1921 roku pełnił służbę w 61 pułk piechoty. 3 maja 1922 został zweryfikowany w stopniu majora ze starszeństwem z 1 czerwca 1919 i 133. lokatą w korpusie oficerów piechoty, a jego oddziałem macierzystym był nadal 61 pp. Później został przeniesiony do 58 pułku piechoty w Poznaniu i przydzielony na stanowiska komendanta Powiatowej Komendy Uzupełnień Poznań Miasto. 1 października 1923 został przydzielony do Rezerwy Oficerów Sztabowych DOK VII. Z dniem 1 marca 1924, w związku z likwidacją Rezerwy Oficerów Sztabowych, został przydzielony do macierzystego 58 pp z równoczesnym odkomenderowaniem do Szefostwa Inżynierii i Saperów DOK VII w Poznaniu. W sierpniu 1925 został przeniesiony do 55 pułku piechoty w Lesznie na stanowisko komendanta składnicy wojennej. Z dniem 1 marca 1927 został mu udzielony dwumiesięczny urlop z zachowaniem uposażenia, a z dniem 30 kwietnia tego roku został przeniesiony w stan spoczynku.
W 1934, jako oficer stanu spoczynku pozostawał w ewidencji PKU Poznań Miasto. Posiadał przydział do Oficerskiej Kadry Okręgowej Nr VII. Był wówczas „przewidziany do użycia w czasie wojny”.
Konrad Golniewicz był żonaty z Anielą Nehring (ur. 4 czerwca 1890 w Gnieźnie), z którą miał dwie córki: Halinę (ur. 4 listopada 1919 w Gnieźnie) i Marcelę (ur. 16 stycznia 1922 w Bydgoszczy). Od 21 kwietnia 1926 rodzina Golniewiczów mieszkała w Poznaniu.

## Ordery i odznaczenia
- Krzyż Niepodległości (18 października 1932)[13]
- Krzyż Walecznych[14]
- Złoty Krzyż Zasługi (dwukrotnie: 22 grudnia 1928[15], 7 czerwca 1939[16])